# 터르고비슈테주

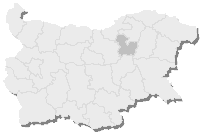
터르고비슈테 주의 위치

터르고비슈테주(불가리아어: Област Търговище)는 불가리아 북동부에 위치한 주로, 주도는 터르고비슈테이며 면적은 2,716.5km2, 인구는 137,689명, 자동차 번호는 T이다.
서쪽으로는 벨리코터르노보 주, 북쪽으로는 루세 주와 라즈그라드 주, 동쪽으로는 슈멘 주, 남쪽으로는 슬리벤 주와 접하며 5개 시를 관할한다.

## 인구
| 연도                      | 인구    | ±%     |
| ------------------------- | ------- | ------ |
| 1946                      | 184,641 | —      |
| 1956                      | 172,401 | −6.6%  |
| 1965                      | 177,668 | +3.1%  |
| 1975                      | 178,656 | +0.6%  |
| 1985                      | 171,311 | −4.1%  |
| 1992                      | 156,006 | −8.9%  |
| 2001                      | 141,844 | −9.1%  |
| 2011                      | 120,818 | −14.8% |
| 2021                      | 98,144  | −18.8% |
| 출처: pop-stat.mashke.org |         |        |

## 같이 보기
- 불가리아의 주